# Cotoneaster staintonii
Cotoneaster staintonii är en rosväxtart som beskrevs av Gerhard Klotz. Cotoneaster staintonii ingår i släktet oxbär, och familjen rosväxter. Inga underarter finns listade i Catalogue of Life.